# El Rosario (Comayagua)
Pour les articles homonymes, voir El Rosario.
El Rosario est une municipalité du Honduras, située dans le département de Comayagua. Elle est fondée en 1724. La municipalité d'El Rosario comprend 69 hameaux et 12 villages.

## Source de la traduction
- (en)/(es) Cet article est partiellement ou en totalité issu des articles intitulés en anglais « El Rosario, Comayagua » (voir la liste des auteurs) et en espagnol « El Rosario (Honduras) » (voir la liste des auteurs).